# Cordylospasta fulleri
Cordylospasta fulleri är en skalbaggsart som beskrevs av Horn 1875. Cordylospasta fulleri ingår i släktet Cordylospasta och familjen oljebaggar. Inga underarter finns listade i Catalogue of Life.